# 케빈 놀런
케빈 앤서니 잰스 놀런(Kevin Anthony Jance Nolan, 1982년 6월 24일 ~ )은 잉글랜드의 전 축구 선수로, 현역 시절 포지션은 미드필더였다.

## 수상 경력

### 클럽
뉴캐슬 유나이티드
- 풋볼 리그 챔피언십: 2009-10

### 개인
- 풋볼 리그 챔피언십 올해의 선수: 2009-10
- PFA 풋볼 리그 챔피언십 올해의 팀: 2009-10